# Caffin Valley
Das Caffin Valley ist ein karähnliches Tal im ostantarktischen Viktorialand. In der Willett Range liegt es zwischen Mount Bastion und dem Gibson Spur.
Das New Zealand Antarctic Place-Names Committee benannte es 1985 nach dem neuseeländischen Historiker James Maurice Maitland Caffin (* 1912), von 1973 bis 1984 Herausgeber des Magazins Antarctic der New Zealand Antarctic Society.